# Leichtathletik-Europameisterschaften 2016/Medaillenspiegel
Dies ist der vollständige Medaillenspiegel der Leichtathletik-Europameisterschaften 2016, welche vom 6. bis zum 10. Juli 2016 im niederländischen Amsterdam stattfanden. Bei identischer Medaillenbilanz sind die Länder auf dem gleichen Rang geführt und alphabetisch geordnet.
| Medaillenspiegel | Medaillenspiegel | Medaillenspiegel | Medaillenspiegel | Medaillenspiegel | Medaillenspiegel |
| Platz            | Land             | Gold             | Silber           | Bronze           | Gesamt           |
| ---------------- | ---------------- | ---------------- | ---------------- | ---------------- | ---------------- |
| 1                | Polen            | 6                | 5                | 1                | 12               |
| 2                | Deutschland      | 5                | 4                | 7                | 16               |
| 3                | Großbritannien   | 5                | 3                | 8                | 16               |
| 4                | Türkei           | 4                | 5                | 3                | 12               |
| 5                | Niederlande      | 4                | 1                | 2                | 7                |
| 6                | Spanien          | 3                | 4                | 1                | 8                |
| 7                | Portugal         | 3                | 1                | 2                | 6                |
| 8                | Frankreich       | 2                | 5                | 3                | 10               |
| 9                | Italien          | 2                | 2                | 3                | 7                |
| 10               | Belgien          | 2                | 1                | –                | 3                |
| 11               | Schweiz          | 2                | –                | 3                | 5                |
| 12               | Belarus          | 1                | 2                | –                | 3                |
| 13               | Norwegen         | 1                | –                | 2                | 3                |
| 14               | Griechenland     | 1                | –                | 1                | 2                |
| 14               | Kroatien         | 1                | –                | 1                | 2                |
| 14               | Serbien          | 1                | –                | 1                | 2                |
| 17               | Dänemark         | 1                | –                | –                | 1                |
| 17               | Lettland         | 1                | –                | –                | 1                |
| 17               | Ukraine          | 1                | –                | –                | 1                |
| 20               | Tschechien       | –                | 4                | –                | 4                |
| 21               | Bulgarien        | –                | 3                | –                | 3                |
| 22               | Schweden         | –                | 2                | 2                | 4                |
| 23               | Ungarn           | –                | 2                | –                | 2                |
| 24               | Albanien         | –                | 1                | –                | 1                |
| 24               | Israel           | –                | 1                | –                | 1                |
| 24               | Litauen          | –                | 1                | –                | 1                |
| 27               | Aserbaidschan    | –                | –                | 1                | 1                |
| 27               | Estland          | –                | –                | 1                | 1                |
| 27               | Finnland         | –                | –                | 1                | 1                |
| 27               | Irland           | –                | –                | 1                | 1                |
| 27               | Slowenien        | –                | –                | 1                | 1                |
| 27               | Österreich       | –                | –                | 1                | 1                |
| Gesamt           | Gesamt           | 46               | 47               | 46               | 139              |